# Медаль «Золотая Звезда» (СССР)
Меда́ль «Золота́я Звезда́» — знак отличия лиц, удостоенных звания Героя Советского Союза. Учреждён 1 августа 1939 года. Одновременно с медалью вручался высший орден СССР — орден Ленина.

## История создания
Идея учреждения специальной медали для лиц, удостоенных звания Героя Советского Союза, принадлежит Секретарю ЦК ВКП(б) И. В. Сталину. Подготовить варианты главного нагрудного знака СССР И. В. Сталин поручил советскому архитектору М. И. Мержанову; наиболее подходящей по форме Сталину представлялась золотая звезда. В итоге Мержанов сделал несколько вариантов знака, но основой композиции стал предложенный Сталиным вариант. Среди вариантов были: звезда в круглом лавровом венке, звезда с фрагментом Кремлёвской стены и Мавзолея в центре. По совету Героя Советского Союза летчика Михаила Громова, Мержанов сделал ещё один последний набросок звезды, которая больше остальных соответствовала представлению Сталина о внешнем виде награды. Именно этот набросок и был выбран Сталиным. Довести проект награды до конца было поручено главному художнику Гознака И. И. Дубасову.
Медаль учреждена 1 августа 1939 года Указом Президиума Верховного Совета СССР «О дополнительных знаках отличия для Героев Советского Союза» для граждан, удостоенных высшей степени отличия — звания «Герой Советского Союза». Первоначально в соответствии с Указом медаль также называлась «Герой Советского Союза» с надписью на лицевой стороне «Герой СС», однако согласно Указу Президиума ВС СССР от 16 октября 1939 года внесено изменение в статьи 2-4 Указа от 1 августа; отныне она стала именоваться как медаль «Золотая Звезда».
4 ноября 1939 года произошло вручение медали за № 1 Герою Советского Союза лётчику А. В. Ляпидевскому, удостоенному высокого звания ещё в 1934 году.
Правила ношения медали, цвет ленты медали и её размещение на наградной колодке были утверждены Указом Президиума Верховного Совета СССР «Об утверждении образцов и описание лент к орденам и медалям СССР и Правил ношения орденов, медалей, орденских лент и знаков отличия» от 19 июня 1943 года.

## Описание медали
Описание медали утверждено Указом Президиума Верховного Совета СССР от 16 октября 1939 года. Указом Президиума Верховного Совета СССР от 19 июня 1943 года в редакцию Указа от 16 октября 1939 были внесены изменения. В Указе сказано:

1. Медаль «Золотая Звезда» является знаком отличия лиц, удостоенных высшей степени отличия СССР — звания «Героя Советского Союза».
2. Медаль «Золотая Звезда» изготавливается из золота и представляет собой пятиконечную звезду с гладкими двугранными лучами на лицевой стороне. Длина луча звезды — 15 мм.
3. Оборотная сторона медали имеет гладкую поверхность и ограничена по контуру выступающим тонким ободком.
4. На оборотной стороне в центре медали расположена надпись выпуклыми буквами: «ГЕРОЙ СССР». Размер букв 4×2 мм, в верхнем луче — номер медали, высотой в 1 мм.

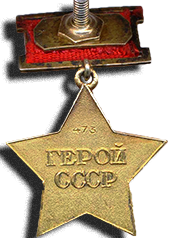
Оборотная сторона медали

Медаль выполнена из золота 950 пробы в виде пятиконечной звезды с гладкими двугранными лучами на лицевой стороне. Расстояние от центра звезды до вершины луча — 15 мм. Расстояние между противолежащими концами звезды — 28,5 мм. Колодочка медали выполнена из серебра. На 18 сентября 1975 года золотого содержания в медали 20,521±0,903 г, серебряного содержания 12,186±0,927 г. Вес медали без колодки: 21,5 г. Общий вес медали — 34,264±1,5 г.
Указ от 1 августа 1939 года предполагал надпись «Герой СС» («Герой Советского Союза») на лицевой стороне медали, но следующий указ от 16 октября изменил надпись в связи с политической обстановкой (сочетание «СС» ассоциировалось с нацистской гвардией СС) на «Герой СССР» на обратной стороне.

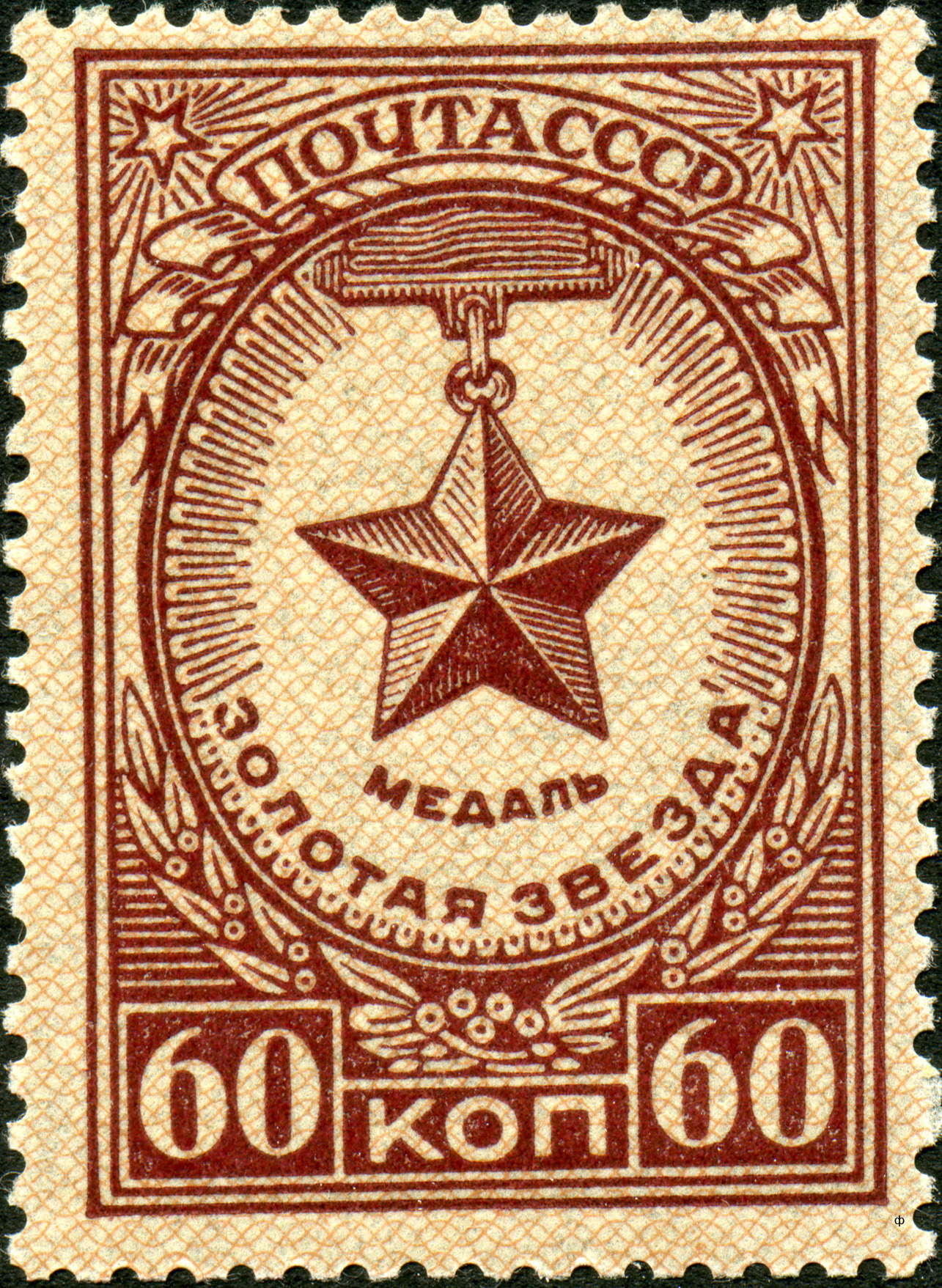
Почтовая марка СССР, 1946 год

Медаль при помощи ушка и кольца соединяется с позолоченной колодочкой, представляющей собой прямоугольную пластинку из серебра высотой 15 мм и шириной 19,5 мм, с рамками в верхней и нижней частях. Вдоль основания колодочки идут прорези, внутренняя её часть обтянута шёлковой муаровой лентой красного цвета шириной 20 мм. Колодочка имеет на оборотной стороне нарезной штифт с гайкой для прикрепления медали к одежде. Вес колодочки: около 13 г.
Известно несколько вариантов изготовления медали «Золотая Звезда»:
1. С прямоугольной колодочкой размером 15×25 мм без промежуточного звена. Медаль крепилась к колодочке через жесткие соединительные кольца (ушки). Вручалась до октября 1943 года[источник не указан 2749 дней].
2. С прямоугольной колодочкой размером 15×19,5 мм и промежуточным соединительным звеном (колечком).
3. На реверсе римская цифра II и номер. Для награждения дважды Героев Советского Союза.
4. На реверсе римская цифра III и номер. Для награждения трижды Героев Советского Союза.
5. На реверсе римская цифра IV и номер. Для награждения четырежды Героев Советского Союза.
6. В случае утраты медали по уважительным причинам (во время боевых действий) выдавался дубликат с буквой Д на реверсе и прежним номером утраченной награды.

### Статистика награждений
- К июню 1941 года, началу Великой Отечественной войны, медали «Золотая Звезда» было удостоено 626 человек. За годы войны медалью наградили 11 144 человека. Всего за историю награждения медаль получили 12 777 человек, из них 22 награждены за подвиги, совершённые на Корейской войне (1950—1953 гг.) и 86 — за Афганистан (1979—1989 гг.).
- Дважды медали «Золотая Звезда» удостоилось 154 человека, 115 из них за подвиги в годы Великой Отечественной войны. В послевоенное время дважды Героями Советского Союза становились в основном космонавты.
- Трижды медали «Золотая Звезда» удостоились два лётчика — маршалы авиации И. Н. Кожедуб и А. И. Покрышкин, а также Маршал Советского Союза С. М. Будённый.
- Четырежды медалью «Золотая Звезда» награждались Маршал Советского Союза Г. К. Жуков и Генеральный секретарь ЦК КПСС Маршал Советского Союза Л. И. Брежнев.